# مفاعل A1W

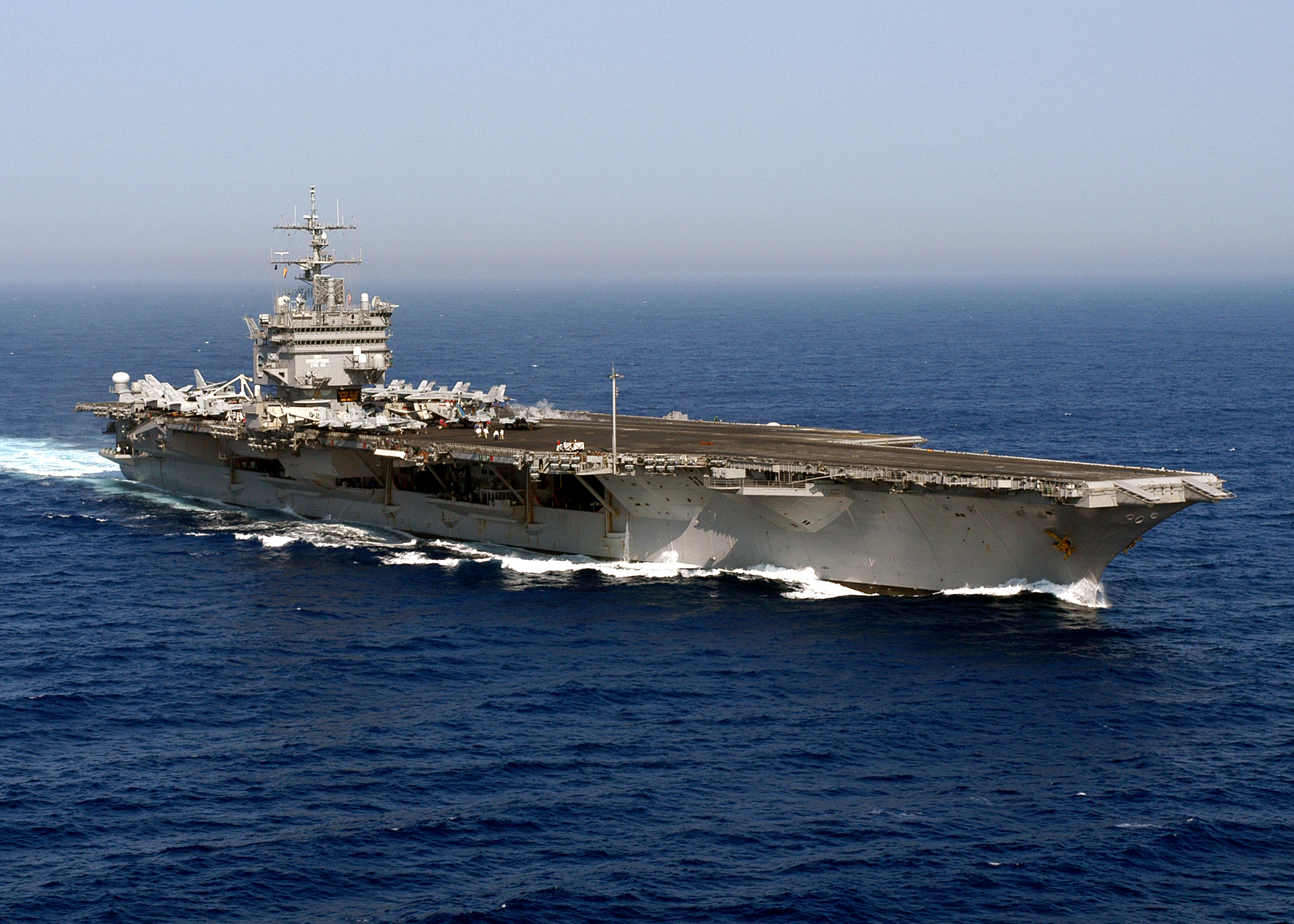

مفاعل A1W (بالإنجليزي: A1W reactor) مفاعل نووي يستخدم من قبل القوات البحرية الأمريكية لتوليد طاقة كهربائية و قوة دفع للسفن الحربية , يقصد بالاختصار :A1W
A :حاملة طائرات
1:أول جيل مصمم بواسطة مقاول
W :ويستنغهاوس وهي الشركة المصممة